# Lina Mittner
Lina Mittner-Simmen (* 10. Februar 1919 in Chur; † 25. Februar 2013 ebenda) war eine Schweizer Skirennfahrerin. Sie wurde 1948 in der Abfahrt und in der Kombination zweifache Schweizer Meisterin und nahm im gleichen Jahr als Mitglied der schweizerischen Olympiamannschaft an den Winterspielen in St. Moritz teil.

## Werdegang
Mittner erlernte im Alter von vier Jahren in der Region Brambrüesch das Skifahren. Sie gehörte dem Schweizerischen Damen-Skiclub an und begann ihre sportliche Laufbahn unmittelbar nach Ende des Zweiten Weltkriegs. Im Januar 1946 qualifizierte sie sich in Mürren für die alpine Skinationalmannschaft der Schweiz. Zu diesem Zeitpunkt war bereits ihre erste Tochter auf der Welt. Die Allrounderin ging in allen drei Disziplinen – Abfahrt, Slalom und Kombination – an den Start. Noch im gleichen Jahr gewann sie den internationalen Abfahrtslauf in Megève.
Der grösste Erfolg ihrer Karriere gelang ihr am 7. Januar 1947, als sie in Wengen die erste und einzige Lauberhornabfahrt für Damen für sich entschied. Die steile und schnelle Strecke kam ihrer kühnen Fahrweise sehr entgegen, und am Ende lag sie mit einer Zeit von 4:08 Minuten fünf Sekunden vor der favorisierten Französin Françoise Gignoux. Für Mittner bedeutete dieser Sieg den endgültigen Durchbruch zur nationalen Elite.
Mit ihren Erfolgen in Megève und Wengen hatte sich Mittner für eine Anfang 1947 geplante zweimonatige Reise der Skinationalmannschaft nach Nordamerika empfohlen. Nach Gegenrede von Louis Guisan, dem Präsidenten des Schweizerischen Skiverbandes, wegen ihrer familiären Bindungen musste Mittner zu Hause bleiben.
In der olympischen Saison des Jahres 1948 bestätigte Mittner ihre sportlichen Leistungen. Sie wurde in der Abfahrt und in der Kombination zweifache Schweizer Meisterin. Bei den Winterspielen im heimischen St. Moritz trat die Bündnerin in Abfahrt und Kombination an und rundete mit dem fünften Rang in der Abfahrt das hervorragende Ergebnis der Schweizer Damennationalmannschaft ab.
Nach dem Ende der Spiele erklärte sie aus familiären Gründen ihren Rücktritt aus der Nationalmannschaft, weil sie in Erwartung ihrer zweiten Tochter Familie und Sport nicht mehr vereinen konnte. Dem alpinen Rennsport blieb sie jedoch als Schiedsrichterin des Schweizerischen Skiverbandes und als technische Delegierte des Weltskiverbandes (FIS) bis 1982 verbunden.
Bis ins hohe Alter war Mittner auf Ski unterwegs. Erst 2001 zwang sie eine Knieoperation dazu, die Ski in den Keller zu stellen.

## Statistik

### Olympische Winterspiele
- St. Moritz 1948: 5. Abfahrt, 14. Kombination

### Schweizer Meisterschaften
- Schweizer Meisterin in der Abfahrt und in der Alpinen Kombination 1948